# Папа Урбан VIII
Папа Урбан VIII (крштен 5. априла 1568 − умро 29. јула 1644), рођен као Мафео Барберини (Maffeo Barberini), био је папа Римокатоличке цркве од 1623. до 1644. 
Био је последњи папа који је проширио папску територију оружаном силом, и истакнути покровитељ уметности и реформатор црквених мисија. Међутим, огромни дугови који су нагомилани током његове владавине су у великој мери ослабили његове наследнике, који нису успели да очувају дуготрајни папски политички и војни утицај у Европи. Такође је био умешан у контроверзу у вези са Галилејом и његовом теоријом хелиоцентризма за време своје владавине. Митрополит цетињски Мардарије му се обратио за помоћ против Турака, а папа му је одговоио на писмо 1640.